# St. Apollinaris (Obermaubach)

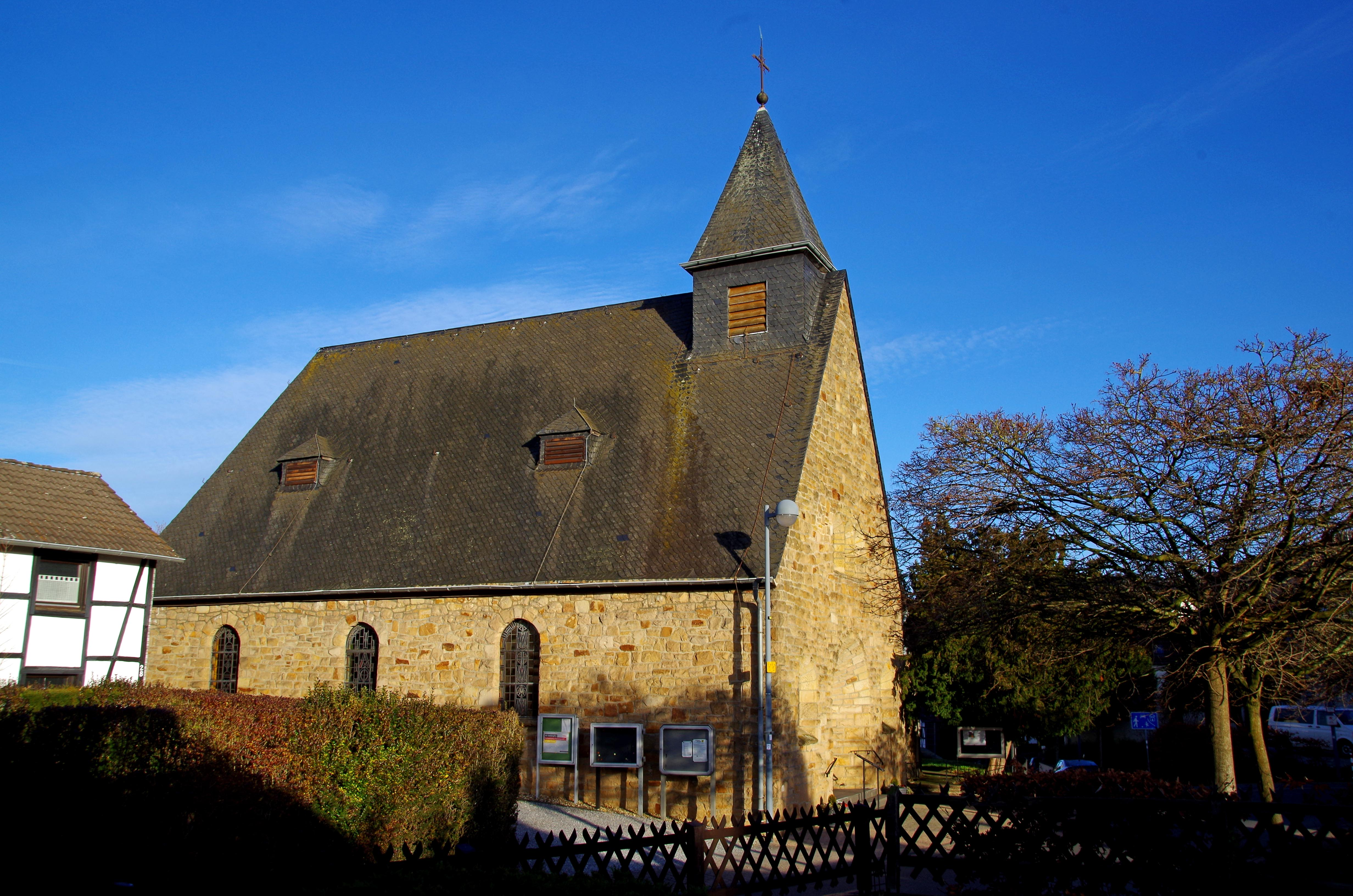
St. Apollinaris, Westseite

St. Apollinaris ist die römisch-katholische Pfarrkirche von Obermaubach, Gemeinde Kreuzau, im Kreis Düren in Nordrhein-Westfalen.

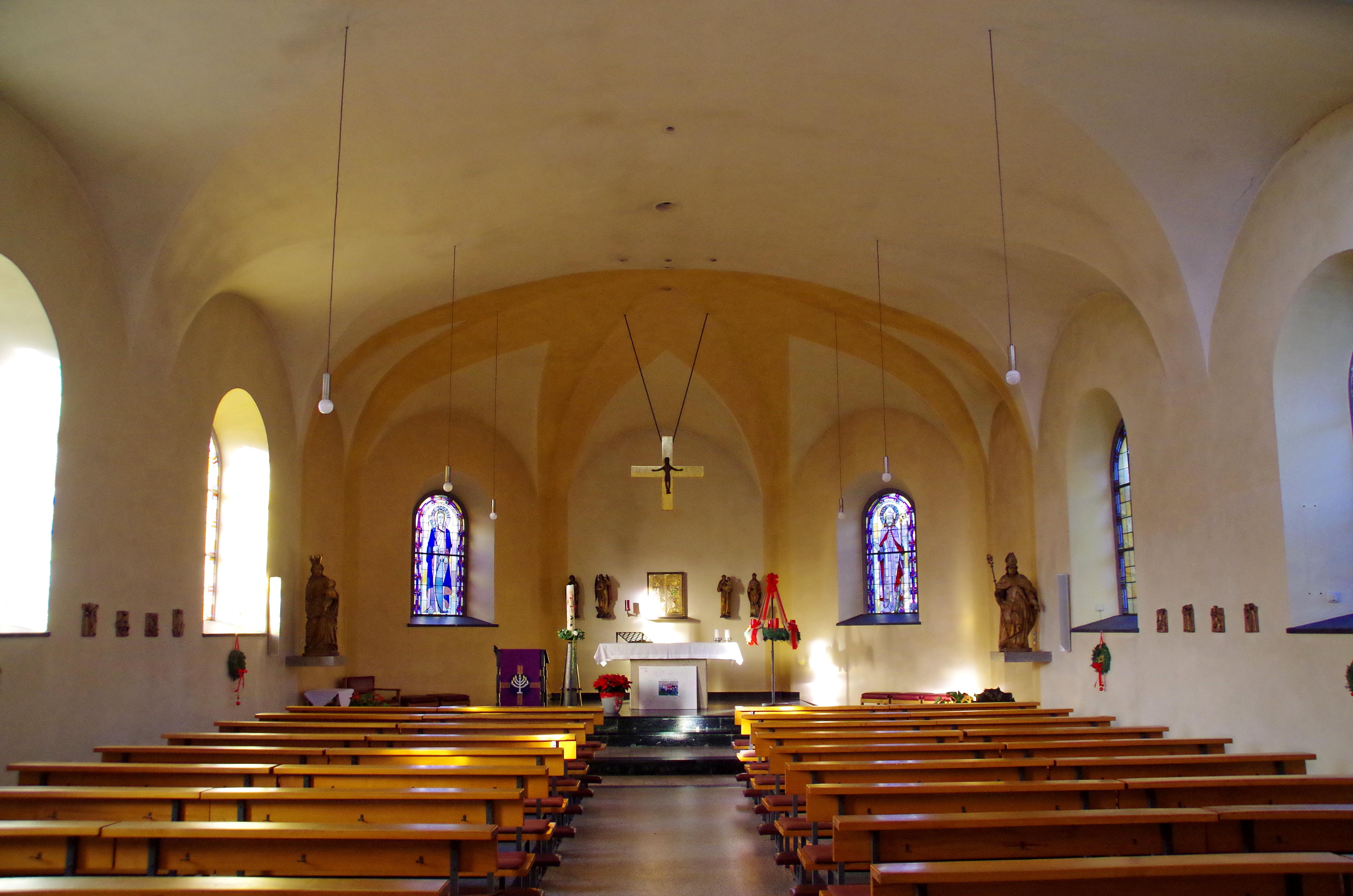
St. Apollinaris, Innenraum mit Blick zum Altar

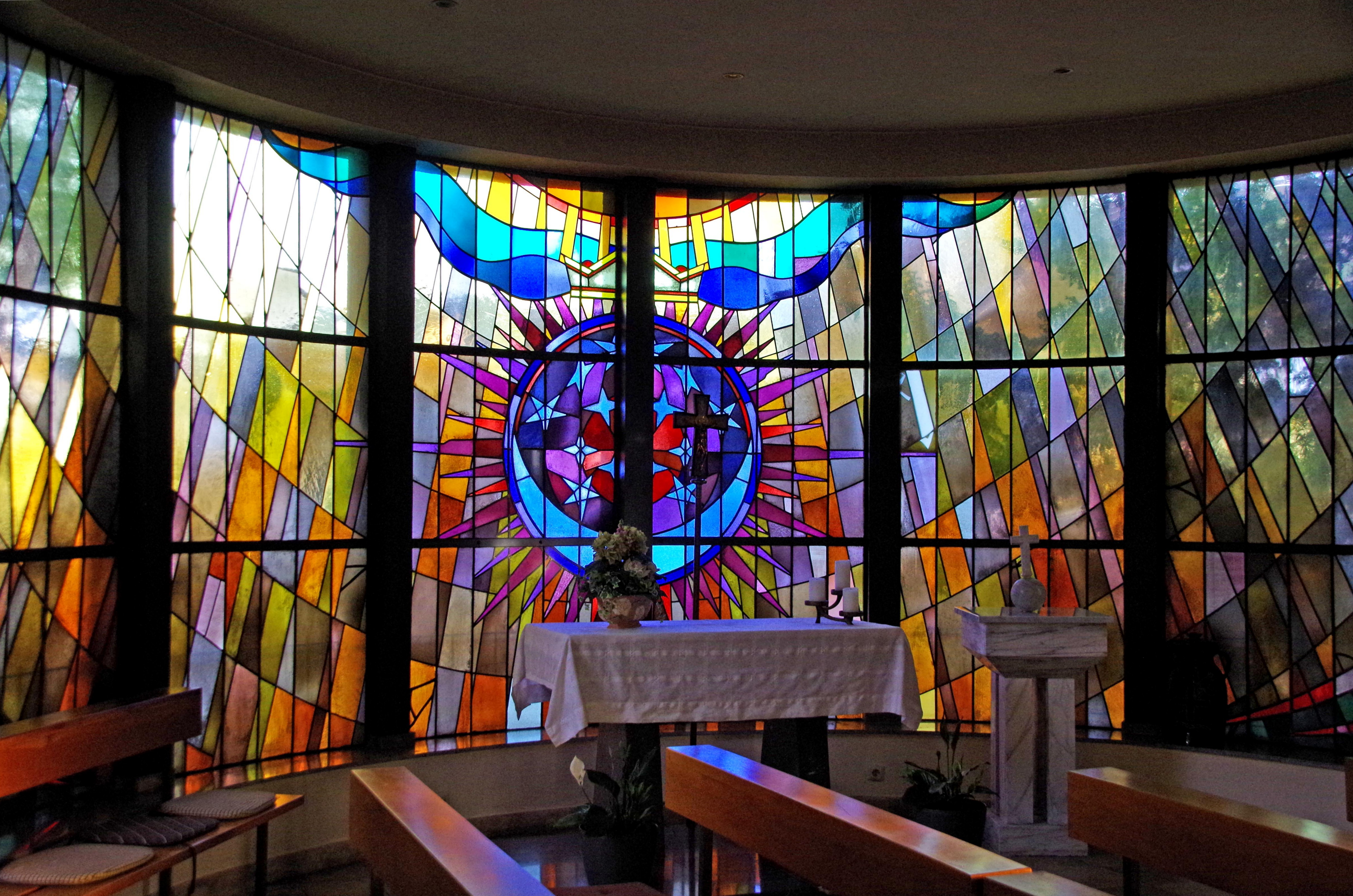
St. Apollinaris, Kapellenanbau

Die Kirche ist dem hl. Märtyrer Apollinaris von Ravenna geweiht. 

## Lage
Die Pfarrkirche befindet sich in der Ortsmitte von Obermaubach an der Apollinarisstraße (K 30) im Rurtal. 

## Geschichte
Eine Kapelle in Obermaubach wurde erstmals im 16. Jahrhundert erwähnt. Zu dieser Zeit war der Ort eine Filiale der Pfarre Kreuzau. Im 18. Jahrhundert betreuten Minoriten aus Nideggen den Ort seelsorglich.
Während der Franzosenzeit wurde Obermaubach 1804 von Kreuzau ausgepfarrt und kam als Filialgemeinde an die neu gegründete Pfarre Untermaubach. Am 20. Mai 1957 erhielt die Filialgemeinde vermögensrechtliche Selbstständigkeit. Eigenständige Pfarrei wurde der Ort erst am 17. Januar 1971.

## Baugeschichte
Über die im 16. Jahrhundert erwähnte Kapelle ist nichts bekannt. Im Jahr 1658 wurde eine neue Kapelle erbaut und der hl. Dreifaltigkeit geweiht. 130 Jahre später, 1788, wurde diese Kapelle wiederum abgerissen und durch ein neues Gotteshaus ersetzt, sie dient heute als Seitenkapelle der Pfarrkirche. Die Benediktion fand am 30. Januar 1792 statt. Wann das Patronat zum hl. Apollinaris wechselte, ist nicht genau bekannt.
In den ersten Jahrzehnten des 20. Jahrhunderts beabsichtigte der Kapellenbauverein die kleine Kapelle zu erweitern. Der Verein beauftragte den Dürener Architekten Theodor Jansen einen Erweiterungsbau zu entwerfen. 1921 legte er die Pläne zur heutigen Pfarrkirche vor. Er plante eine neue Kirche direkt an der Westseite der kleinen Kapelle, sodass diese nur über die Kirche zu begehen ist. 1932 konnte der Plan endlich umgesetzt werden und die neue Kirche wurde an die Kapelle aus 1788 angebaut. Die Schäden des Zweiten Weltkriegs konnten bis 1950 behoben werden. Diese betrafen insbesondere das Dach.

## Baubeschreibung
St. Apollinaris ist eine einschiffige Saalkirche aus Bruchstein in Formen der Heimatschutzarchitektur in Nord-Süd-Ausrichtung. Sie hat drei Achsen mit einem dreiseitigen Chorschluss im Norden. Über dem Giebel der Südwand, in der sich auch das Hauptportal befindet, erhebt sich ein kleiner rechteckiger Dachreiter mit Pyramidendach. Das Innere wird von einer Pliestertonne mit Stichkappen überwölbt. Am südlichen Ende der Westwand, also rechts vom Hauptportal aus gesehen, befindet sich ein halbrunder Kapellenanbau. Es handelt sich hierbei um die Kapelle von 1788.

## Ausstattung
Im Innenraum befand sich ursprünglich eine neugotische Ausstattung, die jedoch nicht erhalten ist. Der heutige Altar im Chorraum ist eine Arbeit aus Marmor mit Betonsockel. Weiterhin sind Holzfiguren der Muttergottes, des hl. Apollinaris, des hl. Michaels, des hl. Josef und des hl. Antonius von Padua zu sehen. Die mechanische Orgel besitzt 7 Register und wurde 1978 von der Orgelbaufirma Heinz Wilbrand aus Übach-Palenberg angefertigt. Die sieben Buntglasfenster sind Werke von Werner Eckgold.

## Pfarrer
Folgende Pfarrer wirkten bislang als Seelsorger an St. Apollinaris (bis zur Pfarrerhebung 1971 trugen die Seelsorger den Titel Pfarrvikar und unterstanden dem Pfarrer von Untermaubach):
| von – bis | Name                                 |
| --------- | ------------------------------------ |
| 1964–1974 | Robert De Backer (seit 1971 Pfarrer) |
| 1974–1978 | Paul Bonn                            |
| 1978–2007 | Johannes Besgen                      |
| 2007–2023 | Walter Hütten                        |
| Seit 2024 | Josef Wolff                          |